# انیون، نیوجرسی

انیون (به انگلیسی: Union) شهری در ایالت نیوجرسی ایالات متحده آمریکا است که جمعیت آن در سرشماری سال ۲۰۱۰ میلادی، ۵۶٬۶۴۲ نفر بوده‌است.